# Flushing (Michigan)
Pour les articles homonymes, voir Flushing (homonymie).
Flushing est une ville du comté de Genesee, dans l'État du Michigan, aux États-Unis. En 2020, sa population était de 8 411 habitants.